# Andreas Lippoldt
Andreas Lippoldt, född 3 juli 1967, är en tysk bågskytt. Han deltog vid olympiska sommarspelen 1992.